# Geroncio
Geroncio (en latín, Gerontius; fl. 411) fue un general del Imperio romano de Occidente, que apoyó al usurpador Constantino III, contra el cual se rebeló más tarde, nombrando emperador en Hispania a Máximo, posiblemente hijo suyo.

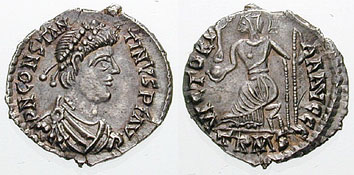
Siliqua con la efigie del usurpador Constantino III

## Usurpación de Constantino III
De probable origen bretón, Geroncio fue uno de los colaboradores de Constantino, que pasó a la historia como el usurpador Constantino III. Este se rebeló en el año 407 contra la autoridad del emperador Honorio, quien había perdido el control de Britania, de la Galia, de Germania y de Hispania.
A la muerte de Teodosio I el Grande en 395, sus vástagos Arcadio y Honorio se habían repartido el Imperio (Arcadio se quedó con Oriente, Honorio con Occidente). En Britania, las legiones proclamaron emperador a Constantino, que llegó a dominar en Hispania. Geroncio, general de Constantino, conspiró para quitarle el poder, se alió con las bandas de los bárbaros suevos, alanos y vándalos que merodeaban por las Galias, y les franqueó el paso a Hispania (Diocesis Hispaniarum). En el 408 Geroncio acompañó en Hispania, como magister militum, al hijo de Constantino, el recién nombrado César (por entonces un cargo asistente del emperador) Constante II. La provincia hispana se encontraba bajo una rebelión de algunos miembros de la familia de Honorio, los teodosianos llamados Honoriaci. Geroncio, al mando de las tropas, se enfrentó a los rebeldes en dos batallas, en la primera de las cuales fue derrotado. Finalmente, consiguió una importante victoria en la Lusitania, gracias al apoyo de algunos mercenarios bárbaros. La batalla definitiva, posiblemente cerca de Augusta Emerita —donde estaban afincados dos familiares de Honorio, Flavio Dídimo y Veriniano—, supuso la captura de estos y su envío a Arlés, capital de Constantino III. Tras la victoria Geroncio permaneció afincado en Hispania, al mando de las tropas, concretamente en Caesaraugusta (Zaragoza).

## Usurpación de Máximo
A final de la primavera del 409 Geroncio se rebeló contra Constantino III entronizando a Máximo, posiblemente hijo suyo o algún colaborador. Geroncio tuvo que bajar desde Caesaraugusta a Tarraco para poder enfrentarse a Constante. No está suficientemente claro que el nombramiento de Constante como Augusto responda a la necesidad de la nueva usurpación. Geroncio alcanzó un acuerdo con los francos en la Galia después de la invasión del 407 para poder hacer frente a Constantino y Constante. Los bárbaros pusieron en dificultades a Constantino, por lo que disminuyó su presión sobre Geroncio.
Después de los continuos ataques de Constante en el 410, en el 411 Geroncio pasó al ataque. Va a derrotar, capturar y ejecutar al joven augusto Constante en Vienne. El siguiente paso era Constantino, por lo que puso sitio a su capital (Arlés). Antes que la ciudad capitulara, sucedió un hecho que daría un vuelco a la suerte de Geroncio. Flavio Honorio, desde Italia, va a mandar a su general Constancio (el futuro emperador Constancio III) al mando de un poderoso ejército. Ante la superioridad manifiesta de los imperiales, el ejército de Geroncio desertó en masa y el bretón se vio obligado a huir con un pequeño séquito de seguidores a Hispania. Ante la derrota, Geroncio fue depuesto por sus seguidores y obligado al suicidio.
En su Historia Eclesiástica, Sozomeno narra cómo las tropas hispanas detuvieron a Geroncio y a sus fieles en una casa. Geroncio tuvo éxito repeliendo la agresión de sus soldados que bombardearon con flechas flameantes el tejado de la casa; finalmente, los soldados traidores tuvieron éxito al incendiar la casa. Aunque tuvo la posibilidad de ponerse a salvo, Geroncio se negó a abandonar a su esposa, y, después de matarla, se suicidó junto a su más fiel seguidor (un alano).
Las razones para la revuelta de Geroncio contra Constantino no están claras. Es posible que la elección de Constante como augusto fuese una reacción a la revuelta de Máximo, si bien también es razonable que el general bretón se rebelara al conocimiento de tal noticia.